# Christmas Through Your Eyes
Christmas Through Your Eyes – świąteczny album Glorii Estefan z 1993 roku. Płyta zawiera dziesięć standardów świątecznych oraz jeden premierowy utwór skomponowany przez Glorię Estefan i Diane Warren. Album mimo braku większej kampanii promocyjnej zdołał dotrzeć wysoko na listach przebojów. W Stanach Zjednoczonych krążek zyskał status platynowej płyty, a na całym świecie sprzedał się w prawie dwóch milionach egzemplarzy. Płyta została wyprodukowana przez Phila Ramone, który wcześniej współpracował min. z Dianą Ross, Barbrą Streisand i Lizą Minnelli. 

## Lista utworów
1. "Overture: Silver Bells"
2. "The Christmas Song"
3. "Have Yourself A Little Merry Christmas"
4. "Let It Snow, Let It Snow, Let It Snow"
5. "This Christmas"
6. "I'll Be Home For Christmas"
7. "White Christmas"
8. "Silent Night"
9. "Christmas Through Your Eyes"
10. "Arbolito De Navidad"
11. "Christmas Auld Syne"